# ميشائيل غولت
ميشائيل غولت (بالإنجليزية: Michael Gault)‏ (15 أبريل 1983 ببلفاست في المملكة المتحدة - ) هو لاعب كرة قدم أيرلندي شمالي في مركز الوسط. شارك مع منتخب أيرلندا الشمالية تحت 21 سنة لكرة القدم ومنتخب أيرلندا الشمالية لكرة القدم. أما مع النوادي، فقد لعب مع بورتاداون ونادي كروسيدرز ونادي لينفيلد.

## مسيرته الكروية
لعب ميشائيل غولت خلال مسيرته الاحترافية مع 4 أندية في سبعة عشر موسمًا وسجل خلالها 22 هدفًا ضمن 403 مباراة. حيث فاز في سبعة مواسم بالكأس وفي سبعة مواسم بالدوري.
خاض ميشائيل غولت مسيرته مع نادي لينفيلد في موسم 2001–02 ليلعب معه ثلاثة عشر موسمًا، مشاركًا في 315 مباراة سجل خلالها 20 هدف. ثم انتقل إلى نادي بورتاداون في موسم 2014–15 ولمدة موسمين، حيث شارك في 55 مباراة سجل خلالها هدفين. لينتقل بعدها إلى نادي كروسيدرز في موسم 2016–17 لمدة موسم واحد، مشاركًا في 23 مباراة ولم يسجل أي هدف. ثم انتقل إلى نادي بيليمينا يونايتد في موسم 2017–18 لمدة موسم واحد، مشاركًا في 10 مباريات ولم يسجل أي هدف أيضًا.

## وصلات خارجية
- ميشائيل غولت على موقع الاتحاد الأوربي (الإنجليزية)
- ميشائيل غولت على موقع قاعدة بيانات كرة القدم.إي يو (الإنجليزية)
- ميشائيل غولت على موقع ناشيونال فوتبول تيمز (الإنجليزية)
- ميشائيل غولت على موقع Soccerway.com (الإنجليزية)